# Rad51

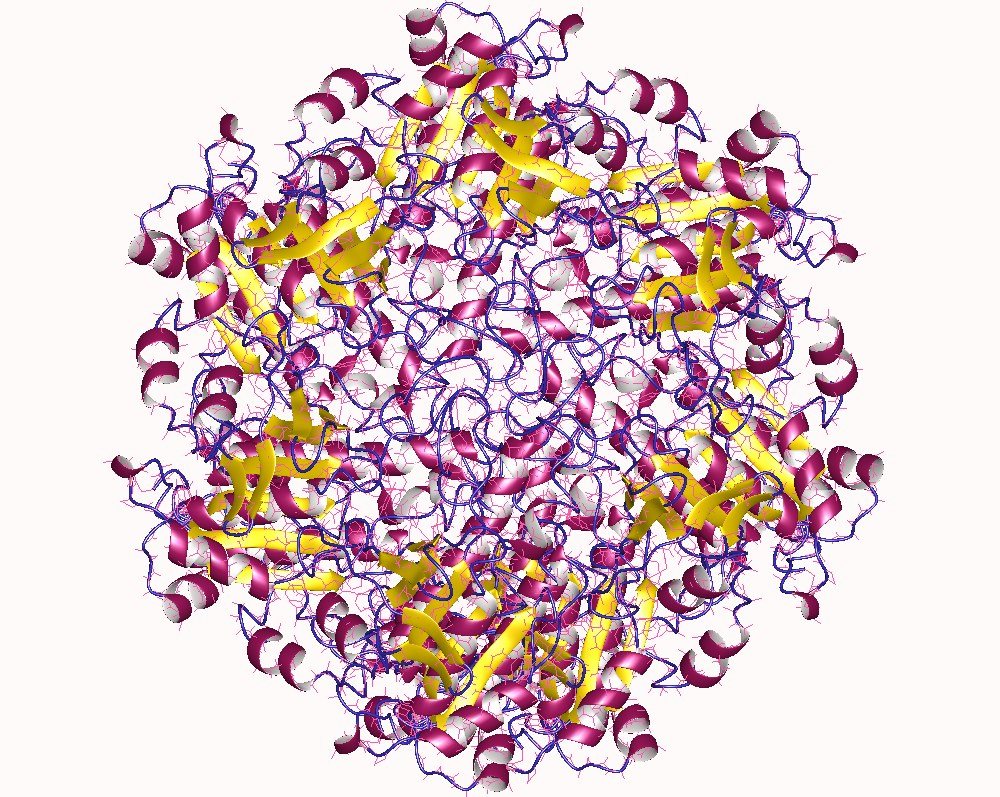
RAD51

Rad51 は、単細胞真核生物からヒトまでの知られている限りすべての真核生物に存在する、遺伝子あるいはそれにコードされるタンパク質である。DNA二重鎖切断の修復に関与する。原核生物のRecAタンパク質と配列の相同性を有する。

## タンパク質の生化学的性質
Rad51タンパク質は大腸菌RecAと同様の活性を有するがRecAに比較するとその活性は低く、同様の活性を示すには他のタンパク質の活性も必要とする。主要な活性は相同鎖検索交換反応である。相同鎖検索交換反応においてRad51タンパク質は一本鎖DNA上に右巻き螺旋状に巻きつく。これをヌクレオプロテインフィラメントと呼ぶ。

## ヒトのRad51遺伝子
出芽酵母で発見されたRad51遺伝子はその後、ヒトでも発見されヒトのRad51遺伝子が存在することが現在わかっている。出芽酵母とは異なりヒトにはRad51遺伝子と似たRad51B、Rad51C、Rad51D、XRCC2, XRCC3遺伝子などの複数の遺伝子が存在する。

## 引用文献
1. ↑  Shinohara A., Ogawa H., & Ogawa T. (1992). “Rad51 protein involved in repair and recombination in S. cerevisiae is a RecA-like protein.”. Cell 69 (3):  457–70. doi:10.1016/0092-8674(92)90447-K. PMID 1581961.
2. ↑  Shinohara A., Ogawa H., Matsuda Y., Ushio N., Ikeo K. & Ogawa T. (1993). “Cloning of human, mouse and fission yeast recombination genes homologous to RAD51 and recA.”. Nature Genetics 4 (3):  239-243.. doi:10.1038/ng0793-239.